# Pisco sour
Pisco sour är en cocktail som innehåller pisco, limesaft, äggvitor, sockerlag och olika slags bitter.

## Kultur
På grund av att piscons, samt regionala bitters, tillgänglighet har ökat utanför Sydamerika har pisco sour, likt mojito och caipirinha, ökat i popularitet, framför allt i USA. Den första lördagen i februari firas nationella pisco sour-dagen varje år i Peru.
Drickan kommer från Peru och görs med limesaft. I USA görs den oftast på citroner.

## Historia
Själva piscon härstammar från det koloniala styret under 1500-talet. Spanjorerna tog med sig druvor från Europa. Emellertid förbjöd den spanska kungen vin under 1600-talet vilket tvingade sydamerikanerna att dricka annan alkohol än den gjord på druvor.
Guillermo Toro Lira upptäckte att en föregångare till drycken fanns i vicekungadömet Peru där pisco blandades med citron, runt 1700-talet i Lima. Drycken kallades punche och var även en föregångare till drycken Pisco punch som innehåll pisco, citron och ananas.

## Peru
Drycken pisco sour är en variation på Whiskey sour som uppfanns under 1920-talets början av den landsförvisade amerikanen Victor "Gringo" Morris vid Morris' Bar i Lima, Perus huvudstad. Drycken blev snabbt populär och många av de större hotellen i Lima tog efter drycken och började servera pisco sour till sina internationella gäster, vilket fick drycken att bli internationell. Den äldsta kända reklamen för pisco sour i världen utgavs 1924 av Morris' Bar.

## Eliott Stubb
1962 publicerade Universidad del Cuyo, Argentina, en berättelse grundad på El Comercio de Iquique som indikerade att Elliott Stubb var grundaren till drycken whiskey sour. "El Comercio de Iquique" var en peruansk tidning som publicerades mellan 1874 och 1879.
Berättelsen sade att en engelsk steward på ett skepp kallat Sunshine, Elliott Stubb, 1872 önskade öppna en bar i Iquique, en peruansk stad, med mål att bosätta sig i staden och öppna en bar. På hans bar experimenterade han med många olika aperitifer och drycker, ofta innehållandes närodlade limefrukter. För att kunna erbjuda nya variationer på alkoholiska drycker experimenterade han med många olika kombinationer, för att skapa njutningsfulla drinkar. En dag blandade han whisky med limefrukten, och en större mängd socker. Han blev nöjd över resultatet och gjorde drycken till barens specialitet, och gav den namnet whisky sour, sour för den sura smaken som den fick av limefrukten.
 Den nya drycken spreds till klubbar och barer över först hela Iquique, och därifrån vidare över flera regioner, vidare till Storbritannien. 1930 åtnjöts drycken av miljontals människor.
1884 blev Iquique en chilensk stad. 1985 berättar Orestes Plat samma berättelse men ändrar whiskey till pisco.
Drycken omnämndes första gången av en tidning år 1870 i Wisconsin.